# Egon Schlegel
Egon Schlegel (* 13. Dezember 1938 in Zwickau; † 22. Februar 2013 in Groß Glienicke) war ein deutscher Filmregisseur, Drehbuchautor und Schauspieler.

## Leben
Schlegel absolvierte zunächst eine Lehre als Elektriker, bevor er an der Abendschule sein Abitur nachholte und von 1961 bis 1966 an der Deutschen Hochschule für Filmkunst Potsdam-Babelsberg Regie studierte. Sein geplanter Abschlussfilm Ritter des Regens, eine unter anderem mit versteckter Kamera gedrehte Co-Produktion zwischen der Filmhochschule und dem DEFA-Filmstudio musste 1965 im Zuge des 11. Plenums des Zentralkomitees der SED während des Drehs abgebrochen werden. Schlegel wurde im Anschluss zwar nicht direkt von der DEFA übernommen, arbeitete ab 1966 jedoch als Regieassistent bei Andrew Thorndike im DEFA-Studio für Dokumentarfilme. Er drehte erste Dokumentarfilme als Regisseur und trat 1968 im DEFA-Märchenfilm Wie heiratet man einen König? in einer Nebenrolle als Wunderdoktor auf.
Im Jahr 1972 wechselte Schlegel ins DEFA-Studio für Spielfilme. Nach einer ersten Arbeit als Regieassistent Ralf Kirstens beim Film Unterm Birnbaum kam 1974 mit Abenteuer mit Blasius (tschechisch Dobrodružství s Blasiem) Schlegels erster Kinderfilm als Regisseur heraus. Die deutsch-tschechoslowakische Co-Produktion wurde ein großer Erfolg und ermöglichte Schlegel die weitere Arbeit als Regisseur. In der Folge entstanden weitere Spielfilme für Kinder: Die Komödie Wer reißt denn gleich vor’m Teufel aus (1979) nach einem Märchen der Brüder Grimm, das hochgelobte Jugenddrama Das Pferdemädchen sowie Max und siebeneinhalb Jungen (1980). Erst 1980 wurde Schlegel fest vom DEFA-Studio für Spielfilme eingestellt. Sein fünfter Kinderfilm, Die Schüsse der Arche Noah, kam 1983 in die Kinos und ist Schlegels letzter Spielfilm. Der Film erhielt 1983 den Findlingspreis für Spielfilm.
In Fachkreisen war er auch als Funkamateur bekannt geworden. Hier war er unter anderem an der Entwicklung des Amateurfunk-Transceivers Teltow unmittelbar beteiligt.
Schlegel lebte zuletzt in Groß Glienicke bei Potsdam, wo er im Februar 2013 verstarb.

## Filmografie
- 1968: Wie heiratet man einen König? (Darsteller)
- 1969: Eisen und Blut (Regie, Drehbuch)
- 1973: Unterm Birnbaum (Regie-Assistenz)
- 1975: Till Eulenspiegel (Darsteller)
- 1974: Abenteuer mit Blasius (Regie)
- 1976: Frontkameramänner (Regie)
- 1977: Wer reißt denn gleich vor’m Teufel aus (Regie, Drehbuch)
- 1979: Das Pferdemädchen (Regie, Drehbuch)
- 1980: Max und siebeneinhalb Jungen (Regie, Drehbuch)
- 1983: Die Schüsse der Arche Noah (Regie)